# سن-آدرین
سن-آدرین (به فرانسوی: Saint-Adrien) یک کمون در فرانسه است که در Canton of Bourbriac واقع شده‌است.

## خصوصیات
سن-آدرین ۹٫۹۳ کیلومترمربع مساحت و ۳۲۴ نفر جمعیت دارد.